# Carlos Zárate Fernández
Carlos Zárate Fernández (født 19. juli 1980) er en spansk tidligere professionel cykelrytter som har cyklet for det det professionelle cykelhold Saunier Duval-Prodir.